# Salah Tarazi
Salah El Dine Tarazi (Damascus, 24 december 1917 - Den Haag, 4 oktober 1980) was een Syrisch jurist en diplomaat. Hij vertegenwoordigde zijn land tijdens Algemene Vergaderingen van de Verenigde Naties en als ambassadeur in verschillende landen. Hij was rechter bij het Internationale Gerechtshof van 1976 tot 1980.

## Levensloop
Tarazi studeerde aan het Collège des Frères in Damascus en de École Française de Droit in Beiroet. Aansluitend was hij van 1940 tot 1947 werkzaam als advocaat in zijn geboortestad. Na zijn wetenschappelijke promotie in 1945 gaf hij les in bestuursrecht aan de Universiteit van Damascus. Verder was hij van 1945 tot 1947 werkzaam voor het Ministerie van Financiën.
In 1949 begon hij aan zijn carrière bij het Ministerie van Buitenlandse Zaken en werkte hij onder meer in 1951 en 1952 als zaakgelastigde in België en in 1957 als secretaris-generaal. Vervolgens was hij ambassadeur in de Sovjet-Unie, Tsjecho-Slowakije, de Volksrepubliek China en Turkije, en vertegenwoordiger van zijn land bij de Verenigde Naties. Van 1949 tot 1971 vertegenwoordigde hij zijn land geregeld tijdens de Algemene Vergaderingen van de VN, zoals in 1968 tijdens de onderhandelingen die leidden tot het Verdrag inzake het verdragenrecht.
Vanaf 1976 trad hij aan als rechter bij het Internationale Gerechtshof, waarbij hij tussendoor in 1978 onderwees aan de Haagsche Academie voor Internationaal Recht. Deze functie oefende hij uit tot hij in oktober 1980 om het leven kwam tijdens een verkeersongeval in Den Haag. Naar traditie werd zijn ambtstermijn uitgediend door een landgenoot, in zijn geval Abdallah el-Khani.
- Système universitaire de documentation: 188404368
- Virtual International Authority File: 114144648464531364486